# Gimel
Gimel是许多闪米特字母表中的第三个字母，包括腓尼基字母、亚兰字母、希伯来字母‎、叙利亚字母以及阿拉伯字母‎。
在未被解讀的青銅中期文化時期字母中，該字母之名可能原本是一種「甩石棒」或「投擲棒」之類的武器。该字母源自原始西奈字母的，最初来自埃及圣书体：
| T14 |

此外，这一字母还演变为了希腊字母Γ，拉丁字母C、G以及西里尔字母Г。